# タイグエン工科大学
タイグエン工科大学（タイグエンこうかだいがく、ベトナム語名：Trường Đại học Kỹ thuật Công nghiệp, Đại học Thái Nguyên
英語名：Thai Nguyen University of Technology）は、ベトナムタイグエンにある国立のタイグエン大学傘下の技術系大学。

## 沿革
- 1965年 電気・機械大学（the University of Electrical and Mechanical Engineering）として設置
- 1976年 Viet Bac 工業技術大学（Industrial Engineering University）と改称
- 1982年 タイグエン工業大学（Thai Nguyen University of Industry）と改称
- 1995年 タイグエン大学傘下となり、タイグエン工科大学（Thai Nguyen University of Technology）と改称

## 概要
2008年よりベトナムの拠点大学としてニューヨーク州立大学と提携し、全ての授業を英語で行う機械工学の応用研究プログラムを実施。

### 学部・大学院専攻
- 機械工学
- 電気工学
- 電子工学
- 工業経営
- コンピュータ工学
- 工業教育
- 土木工学

### 博士課程
- 機械、電気工学及び自動化技術